# Albert Wynn
Albert Russell Wynn (n. 10 de septiembre de 1951) es un miembro del Partido Demócrata de los Estados Unidos. Representó al Cuarto Distrito del Estado de Maryland en la Cámara de Representantes de los Estados Unidos desde 1993 hasta 2008, cuando fue derrotado en las primarias demócratas por Donna Edwards.